# As Novas Aventuras da Turma da Mônica
As Novas Aventuras da Turma da Mônica é um filme de animação brasileiro de 1986 dirigido por Mauricio de Sousa. É o terceiro filme baseado na série de histórias em quadrinhos Turma da Mônica, da qual Mauricio é criador. Assim como seu primeiro filme, As Aventuras da Turma da Mônica, a obra é dividida em histórias, já que Mauricio gostaria que estas fossem mais tarde exibidas na televisão. Com um orçamento de 3 ou 9 milhões de cruzados, foi lançado pela primeira vez no dia 20 de setembro de 1986. O filme foi bem-sucedido nos cinemas e teve recepção positiva do público. Mais tarde, foi exibido no Festival de Gramado e de Brasília e relançado em VHS.

## Sinopse
As Novas Aventuras da Turma da Mônica é dividido em oito histórias de dois a oito minutos, todas interligadas pela aparição do Jotalhão. O filme começa com a história "Oh que Dia!", exibindo um Cebolinha desastrado. Depois, em "Um Cão Bem Treinado", o personagem treina seu cão Floquinho para se defender dos ataques de Mônica, o que não funciona. Em "O Vampiro", Mônica e Cebolinha interagem com um vampiro, mas que, desesperado com as atitudes de Mônica, "decide voltar para o túmulo e dormir por mais 100 anos". A seguir, em "A Fonte da Juventude", os amigos de Cebolinha bebem água da fonte errada, ficando cada vez mais crianças. Em "Último Desejo", Mônica surpreende Cascão ao obedecer todas as ordens de Cebolinha, mas se vinga no final. "O Monstro do Lago" mostra Chico Bento defendendo uma criatura aquática atacada pela população. "Cascão no País das Torneirinhas" mostra o personagem em um local repleto de água — elemento do qual Cascão tem medo. A última história é "O Grande Show", exibindo Mônica, Cebolinha e Cascão em uma apresentação.

## Elenco
A seguir apresentam-se os dubladores de As Novas Aventuras da Turma da Mônica.
- Marli Bortoletto — Mônica
- Angélica Santos — Cebolinha
- Paulo Cavalcante (creditado como Paulo Camargo) — Cascão
- Elza Gonçalves — Magali
- Dirceu de Oliveira — Chico Bento
- Orlando Viggiani — Franjinha
- Francisco Borges — Jotalhão
- Nelson Machado Filho — Vampiro
- Nelson Batista - Bidu

## Antecedentes e lançamento
Os dois primeiros longas-metragens baseados em Turma da Mônica, de Mauricio de Sousa (As Aventuras da Turma da Mônica (1982) e A Princesa e o Robô (1984)) tiveram relativo sucesso. O primeiro era dividido em histórias, e o segundo continha uma história só. Mauricio acabou preferindo o formato do filme dividido em histórias, já que elas poderiam, aos poucos, ser exibidas na televisão. Ele então seguiu este modelo para As Novas Aventuras da Turma da Mônica. A direção artística e planejamento do filme são de Airon Barreto ("A Fonte da Juventude"), Alcídio da Quinta ("O Monstro do Lago"), Canton ("O Vampiro"), Kiko ("Cascão no País das Torneirinhas") e Mário Lantana e Paulo José ("O Grande Show", "Um Cão Bem Treinado", "Oh que Dia!" e "Último Desejo"). As músicas são de Silvia Goés, Eduardo Leão Waismann e Vinicius Pastana. Existem duas declarações sobre o custo do filme. A Tribuna disse que "o lançamento nacional [custou] 3 milhões de cruzados", enquanto a Folha de S.Paulo diz que "para realizar os oito curtas [...] foram gastos 9 milhões de cruzados".
O lançamento marcou a estreia da banda formada pelos músicos que participaram da trilha sonora do filme. Ao mesmo tempo, também foi anunciado o início da produção de uma série de episódios para televisão. O filme teve uma pré-estreia no cinema Palladium, em São Paulo, no dia 17 de setembro de 1986. Nesta cidade, seu lançamento oficial ocorreu três dias depois. No Rio de Janeiro, foi lançado no dia 6 de dezembro. No total, o filme foi lançado em 120 cidades. O lançamento foi co-patrocinado pela Danone. Em São Paulo, o filme foi exibido em "sessões Zig-Zag", ou seja, apenas nas manhãs de domingos. O estúdio tinha a intenção de lançar novos filmes nesse formato, reestruturando-o. As Novas Aventuras da Turma da Mônica foi lançado em VHS em janeiro de 1987 pela Transvídeo e mais tarde no final de 1998 pela Publifolha, como parte da coleção "Clássicos da Turma da Mônica". Em 1987, foi exibido no Festival de Gramado e no Festival de Brasília.

## Recepção
As Novas Aventuras da Turma da Mônica teve recepção positiva do público,  sendo bem-sucedido nos cinemas. Nas primeiras oito semanas em São Paulo, o filme teve 60% da capacidade aos sábados e lotação esgotada aos domingos, algo que foi visto de maneira similar em outras localidades. Em quatro cinemas do Rio de Janeiro, do circuito "Art", o filme teve um público de 4 482 crianças. O Jornal do Brasil notou o sucesso do filme nos cinemas, mas criticou "a ansiedade de participação das crianças, que durante a projeção queriam interagir com seus velhos amigos". O Diário do Pará deu uma avaliação de "razoável", sem comentários adicionais.